# Enfantillages pittoresques
Enfantillages pittoresques est un recueil de trois courtes pièces enfantines pour piano d'Erik Satie, composé en 1913. 

## Présentation
Enfantillages pittoresques date d'octobre 1913. La partition est publiée l'année suivante par Eugène Demets et est dédiée à Mme Léon Verneuil.
« Véritable oasis de simplicité », l’œuvre est écrite à destination des enfants (ou des débutants), « "sur les cinq notes", c'est-à-dire pour les mains posées sur les degrés conjoints, sans déplacement ni passage de pouce », et est communément groupée, en compagnie de Menus propos enfantins et de Peccadilles importunes, sous l'appellation générale d'« Enfantines ».

## Structure
Le cahier, d'une durée moyenne d'exécution de trois minutes environ, comprend trois mouvements, émaillés de textes du compositeur « [débordant] de trouvailles originales, échappées à la candeur, à la tendresse, à l'espièglerie » :
1. Petit Prélude à la journée — Modéré
2. Berceuse — Lent
3. Marche du grand escalier

Anne Rey commente la technique de « ces enfantines réellement puériles. Pour Debussy et Ravel, l'enfant était poète. Pour Satie, il possède avant tout de petites mains. Il ne rougit pas d'écrire sur cinq notes, et sans passages de pouce ».

## Discographie
- Mon ami Satie, « une heure d'humour en compagnie de Claude Piéplu » (récitant), Jean-Pierre Armengaud (piano), Harmonia Mundi, Mandala, MAN 4879, 1991.
- Tout Satie ! Erik Satie Complete Edition[7], CD 5, Aldo Ciccolini (piano), Erato 0825646047963, 2015.
- Satie : Gymnopédies - A Selection of Piano Pieces, Klara Körmendi (piano), Naxos 8.550305[8], 2001.

### Ouvrages généraux
- Guy Sacre, La musique pour piano : dictionnaire des compositeurs et des œuvres, vol. II (J-Z), Paris, Robert Laffont, coll. « Bouquins », 1998, 2998 p. (ISBN 978-2-221-08566-0), p. 2392-2393.
- Adélaïde de Place, « Erik Satie », dans François-René Tranchefort (dir.), Guide de la musique de piano et de clavecin, Paris, Fayard, coll. « Les Indispensables de la musique », 1987, 867 p. (ISBN 978-2-213-01639-9, OCLC 17967083), p. 633.

### Monographies
- Vincent Lajoinie, Erik Satie, Lausanne, Éditions L'Âge d'Homme, 1985 (ISBN 978-2-8251-3228-9).
- (en) Robert Orledge, Satie the composer, New York, Cambridge University Press, coll. « Music in the 20th Century », 1990, 394 p. (ISBN 978-0-521-35037-2).
- Anne Rey, Satie, Paris, Éditions du Seuil, coll. « Solfèges », 1974, rééd. 1995, 192 p. (ISBN 978-2-02-023487-0 et 2-02-023487-4).